# Ambystomatidae
Las salamandras topo (Ambystomatidae) son un clado de anfibios caudados compuesto por 37 especies endémicas de México y Estados Unidos. El grupo estuvo un tiempo conformado solo por el género Ambystoma, tras haber incluido a los géneros Dicamptodon y Rhyacotriton, los cuales a su vez pasaron a formar grupos monotípicos. Sin embargo, Frost et al (2006) reubicó a Dicamptodon en Ambystomatidae, siendo este cambio posteriormente aceptado por el Centro de Herpetología de Norteamérica. Actualmente, hay una controversia sobre esta reubicación.
|  | Dicamptodon copei                                                              |
|  |                                                                                |
|  | \| \| Dicamptodon ensatus \| \| \| \| \| \| Dicamptodon tenebrosus \| \| \| \| |
|  |                                                                                |
|  | Dicamptodon ensatus                                                            |
|  |                                                                                |
|  | Dicamptodon tenebrosus                                                         |
|  |                                                                                |

|  | Dicamptodon ensatus    |
|  |                        |
|  | Dicamptodon tenebrosus |
|  |                        |

|  | Dicamptodon copei                                                              |
|  |                                                                                |
|  | \| \| Dicamptodon ensatus \| \| \| \| \| \| Dicamptodon tenebrosus \| \| \| \| |
|  |                                                                                |
|  | Dicamptodon ensatus                                                            |
|  |                                                                                |
|  | Dicamptodon tenebrosus                                                         |
|  |                                                                                |

|  | Dicamptodon ensatus    |
|  |                        |
|  | Dicamptodon tenebrosus |
|  |                        |

|  | Dicamptodon copei                                                              |
|  |                                                                                |
|  | \| \| Dicamptodon ensatus \| \| \| \| \| \| Dicamptodon tenebrosus \| \| \| \| |
|  |                                                                                |
|  | Dicamptodon ensatus                                                            |
|  |                                                                                |
|  | Dicamptodon tenebrosus                                                         |
|  |                                                                                |

|  | Dicamptodon ensatus    |
|  |                        |
|  | Dicamptodon tenebrosus |
|  |                        |

|  | Dicamptodon copei                                                              |
|  |                                                                                |
|  | \| \| Dicamptodon ensatus \| \| \| \| \| \| Dicamptodon tenebrosus \| \| \| \| |
|  |                                                                                |
|  | Dicamptodon ensatus                                                            |
|  |                                                                                |
|  | Dicamptodon tenebrosus                                                         |
|  |                                                                                |

|  | Dicamptodon ensatus    |
|  |                        |
|  | Dicamptodon tenebrosus |
|  |                        |

Cladograma basado en Good (1989).
También se conoce el género extinto:
- Sanchizia[2] Dubois & Raffaëlli, 2012